# Kalefeld
Kalefeld település Németországban, azon belül Alsó-Szászország tartományban. Lakosainak száma 6025 fő (2023. december 31.).

## Népesség
A település népességének változása:
| Lakosok száma | 6451 | 6354 | 6270 | 6127 | 6089 | 6025 |
|               | 2016 | 2017 | 2019 | 2021 | 2022 | 2023 |